# Bimowie
Bimowie, Bima (Dou Bima lub Dou Mbojo) – indonezyjska grupa etniczna zamieszkująca wschodnią część wyspy Sumbawa (prowincja Małe Wyspy Sundajskie Zachodnie). Ich liczebność wynosi ok. 500 tys. osób. Są zaliczani do zespołu ludów bima-sumbajskich.
Wyznają islam w odmianie sunnickiej. W ich kulturze występują elementy wierzeń tradycyjnych (kult przodków). Posługują się językiem bima (Nggahi Mbojo) z wielkiej rodziny austronezyjskiej, który nie jest blisko spokrewniony z sąsiednim językiem sumbawa. Językowo są bliżsi grupie etnicznej Sumba. W powszechnym użyciu jest także język indonezyjski.
Jednym z głównych zajęć Bimów jest rolnictwo. Ludność wiejska uprawia ryż, kukurydzę, proso, rośliny bulwiaste, kawę, warzywa i owoce. Hoduje się miejscową rasę koni, bawoły, mniejsze zwierzęta gospodarskie i drób. Duże znaczenie ma również rybołówstwo, zwłaszcza na obszarach nadbrzeżnych. Zajmują się też tkactwem, plecionkarstwem i obróbką metali. W miastach rozwinął się handel, wielu pracuje w administracji publicznej. Istotną rolę odgrywa obsługa ruchu turystycznego, ze względu na geograficzną bliskość Parku Narodowego Komodo.
Kultura jest zasadniczo monogamiczna, ale poligynia jest akceptowana. Struktura społeczna opiera się na bilateralnym systemie pokrewieństwa. Małżeństwo ma charakter patrylokalny.